# Trichosanthes trichocarpa
Trichosanthes trichocarpa är en gurkväxtart som beskrevs av Cheng Yih Wu. Trichosanthes trichocarpa ingår i släktet Trichosanthes och familjen gurkväxter. Inga underarter finns listade i Catalogue of Life.